# Webcast
In telecomunicazioni il termine webcast descrive la trasmissione di segnale audio e/o video sul web attraverso la Rete Internet in modalità client-server. Consiste nell'invio in tempo reale o ritardato di trasmissioni audio e video mediante tecnologie web. 
Il suono o il video sono catturati con sistemi audio-video convenzionali, quindi digitalizzati e inviati in streaming su un web server. Un client webcast consente agli utenti di connettersi ad un server che sta distribuendo contenuti AV (webcasting) e di ascoltarli e/o visualizzarli.

## Panoramica
Il webcasting è ampiamente utilizzato nel settore commerciale per presentazioni di relazioni con gli investitori (come assemblee generali annuali), in e-learning (per trasmettere seminari) e per attività di comunicazione correlate. Tuttavia, il webcasting non ha molta relazione con la conferenza web, che è progettata per l'interazione molti-a-molti.
La possibilità di trasmettere in webcast utilizzando una tecnologia economica e accessibile ha consentito ai media indipendenti di prosperare. Ci sono molti spettacoli indipendenti importanti che vengono trasmessi regolarmente online. Spesso prodotti dai cittadini medi nelle loro case coprono molti interessi e argomenti. I webcast relativi a computer, tecnologia e notizie sono particolarmente apprezzati e molti nuovi spettacoli vengono aggiunti regolarmente.
Il webcasting differisce dal podcasting in quanto il webcasting si riferisce allo streaming live mentre il podcasting si riferisce semplicemente ai file multimediali inseriti su Internet.

## Storia
Le prime trasmissioni web orientate graficamente non erano video in streaming, ma in realtà erano fotogrammi fissi che venivano fotografati con una webcam ogni pochi minuti mentre venivano trasmessi in diretta su Internet. Uno dei primi casi di trasmissione sequenziale di immagini dal vivo è stato nel 1991, quando una telecamera è stata installata accanto alla Trojan Room nel laboratorio informatico dell'Università di Cambridge. Forniva un'immagine dal vivo ogni pochi minuti della caffettiera dell'ufficio (Trojan Room Coffee Pot) a tutti i computer desktop sulla rete dell'ufficio. Un paio d'anni dopo le sue trasmissioni andarono su Internet, divennero note come webcam Trojan Room Coffee Pot e acquisirono notorietà internazionale come una caratteristica del nascente World Wide Web.
Più tardi, nel 1996, una studentessa universitaria e artista concettuale americana, Jenny Ringley, installò una webcam simile alla webcam della Trojan Room Coffee Pot nella sua stanza del dormitorio. Quella webcam l'ha fotografata ogni tot minuti mentre trasmetteva quelle immagini in diretta su Internet su un sito chiamato JenniCam. Ringley voleva ritrarre tutti gli aspetti del suo stile di vita e la telecamera l'ha catturata mentre faceva quasi tutto: lavarsi i denti, fare il bucato e persino fare sesso con il suo ragazzo. Il suo sito Web ha generato milioni di visite su Internet, è diventato un sito a pagamento nel 1998 e ha generato centinaia di imitatrici donne che avrebbero quindi utilizzato lo streaming video per creare una nuova industria da miliardi di dollari chiamata camming e marchiarsi come camgirl o webcam models.
Uno dei primi webcast equivalente di un concerto online e uno dei primi esempi di webcasting stesso è stato del Webcasting Group di Apple Computer in collaborazione con gli imprenditori Michael Dorf e Andrew Rasiej. Insieme a David B. Pakman di Apple, hanno lanciato il Macintosh New York Music Festival dal 17 al 22 luglio 1995. Questo evento audio webcast concerti da più di 15 club di New York City. Successivamente Apple trasmise in webcast un concerto dei Metallica il 10 giugno 1996 dal vivo da Slim's a San Francisco.
Nel 1995, Benford E. Standley ha prodotto uno dei primi webcast audio/video della storia.
Il 31 ottobre 1996 la rock band britannica Caduseus ha trasmesso il suo concerto di un'ora dalle 23:00 a mezzanotte (UT) al Celtica a Machynlleth, Galles, Regno Unito - il primo audio in streaming live e multicast video in streaming simultaneo - in tutto il mondo per più di venti "specchi" diretti in più di venti paesi.
Nel settembre 1997 la Nebraska Public Television iniziò a trasmettere sul web Big Red Wrap Up da Lincoln, Nebraska, che combinava i momenti salienti di ogni partita di calcio della Cornhusker, la copertura delle conferenze stampa settimanali degli allenatori, l'analisi con i giornalisti sportivi del Nebraska, le apparizioni di ospiti speciali e domande e risposte con i telespettatori.
Il 13 agosto 1998 si ritiene generalmente che abbia avuto luogo il primo matrimonio webcast, tra Alan K'necht e Carrie Silverman a Toronto, in Canada.
Il 22 ottobre 1998 la prima Billy Graham Crusade fu trasmessa in diretta a un pubblico mondiale dal Raymond James Stadium di Tampa, Florida, per gentile concessione di Dale Ficken e del Webcast Center in Pennsylvania. Il segnale live è stato trasmesso via satellite alla PA, quindi codificato e trasmesso in streaming tramite il sito Web BGEA.
Si ritiene che il primo matrimonio in teleconferenza/webcast fino ad oggi sia avvenuto il 31 dicembre 1998. Dale Ficken e Lorrie Scarangella si sono sposati in questa data mentre erano in una chiesa in Pennsylvania, e sono stati sposati da Jerry Falwell mentre sedeva nel suo ufficio di Lynchburg in Virginia.
Praticamente tutti i principali emittenti hanno ora un webcast della loro produzione, come BBC, CNN, Al Jazeera e UNTV in televisione, così come Radio Cina, Radio Vaticana, Radio Nazioni Unite e la World Service radio.
Il 4 novembre 1994 Stef van der Ziel distribuì le prime immagini video dal vivo sul web dalla sede del Sempione a Groningen. Il 7 novembre 1994, WXYC, la stazione radio del college dell'Università della Carolina del Nord a Chapel Hill, è diventata la prima stazione radio al mondo a trasmettere il suo segnale su Internet.
Le versioni tradotte, inclusi i sottotitoli, sono ora possibili utilizzando il linguaggio di integrazione multimediale sincronizzato SMIL.

## Wedcast
Un webcast di un matrimonio può essere chiamato wedcast; consente alla famiglia e agli amici della coppia di guardare il matrimonio in tempo reale su Internet. A volte viene utilizzato per matrimoni in luoghi esotici, dove sarebbe costoso o difficile per le persone viaggiare per vedere il matrimonio di persona.
Il webcasting è anche un servizio fornito da alcune agenzie di pompe funebri. Sebbene sia in circolazione almeno dal 2005, un accesso a banda larga più economico, la pressione finanziaria dei viaggi e il dispiegamento in Iraq e Afghanistan hanno tutti portato a un maggiore utilizzo della tecnologia.